# Carl Fraas

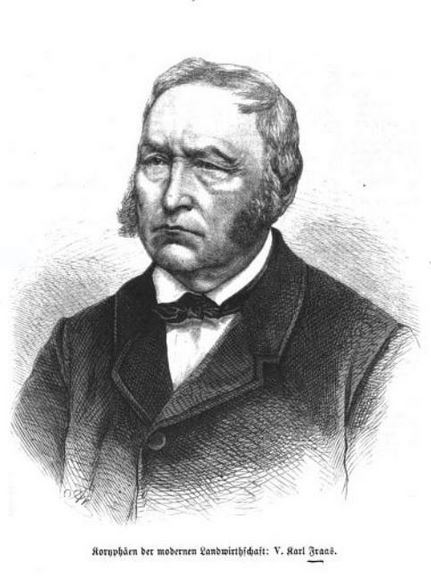
Karl Fraas

Carl Nikolaus Fraas (* 6. September 1810 in Rattelsdorf bei Bamberg (Königreich Bayern); † 10. November 1875 in Neufreimann bei München) war ein deutscher Agrarwissenschaftler. Als Gelehrter auf zahlreichen Teilgebieten des Landbaus gehörte er zu den literarisch-produktivsten Fachautoren seiner Zeit. Seit 1847 lehrte er an der Ludwig-Maximilians-Universität München. Er entwickelte eine neue Lehre über die Bodenfruchtbarkeit und schrieb ein wegweisendes Handbuch über die Geschichte der Landbau- und Forstwissenschaft. Auch als Botaniker machte er sich einen Namen. Sein offizielles botanisches Autorenkürzel lautet „Fraas“.

## Lebensweg
Carl Fraas, Sohn eines Rentamtmannes, studierte an der Hochschule in Bamberg Philosophie und Botanik, ab 1830 Medizin an der Universität München, wo er 1834 zum Dr. med. promoviert wurde. 1835 reiste er als Erzieher mit dem griechischen Hofmarschall Friedrich von Saporta nach Athen. 1837 wurde er Direktor der Königlichen Hofgärten und der Staatsbaumschule und gleichzeitig Professor für Botanik an der neu errichteten Universität Athen. Im gleichen Jahr heiratete er die seinerzeit in Athen weilende Adelheid Voigt (1819–1889), Tochter eines oldenburgischen Hofschneidermeisters.
In Athen wurde Fraas zu einem engagierten Botaniker. Die Vorlesungen an der Universität hielt er in neugriechischer Sprache. Er erarbeitete systematische Übersichten über die in den klassischen Schriften der Griechen und Römer beschriebenen Pflanzen. Außerdem sammelte er lebende Pflanzen in ausgewählten Regionen Griechenlands und legte ein Herbarium an. Bei dieser Tätigkeit entdeckte er auch noch nicht beschriebene Pflanzenarten. Später ist nach ihm die Art Achillea fraasii Sch.Bip. benannt worden.
Aus gesundheitlichen Gründen kehrte Fraas 1842 nach Bayern zurück und übernahm eine Lehrerstelle für Landwirtschaft und Naturgeschichte an der Gewerbeschule in Freising. Seine aus Griechenland mitgebrachten Herbariumsblätter werden heute im Herbarium Zuccarini sowie im Herbarium der Tierärztlichen Fakultät der Universität München aufbewahrt.
1845 ging Fraas als Inspektor und Lehrer für Chemie und Technologie an die Königliche Central-Landwirtschaftsschule nach Schleißheim. 1847 folgte er einem Ruf als außerordentlicher Professor für Landwirtschaft an die Staatswissenschaftliche Fakultät der Universität München. 1851 erfolgte seine Ernennung zum ordentlichen Professor. 1852 wurde ihm zusätzlich das Direktorat der Königlichen Central-Tierarzneischule in München übertragen. Fast zwei Jahrzehnte gehörte Fraas zu den herausragenden Persönlichkeiten in der bayerischen Landwirtschaft. Er war der letzte Professor für Landwirtschaftslehre an der Universität München. Ab 1872 wurde dieses Fachgebiet von der Technischen Hochschule München weitergeführt. Seine letzten Lebensjahre verbrachte Fraas auf seinem Gut in Neufreimann bei München. Carl Fraas starb 1875 im Alter von 65 Jahren.

## Grabstätte

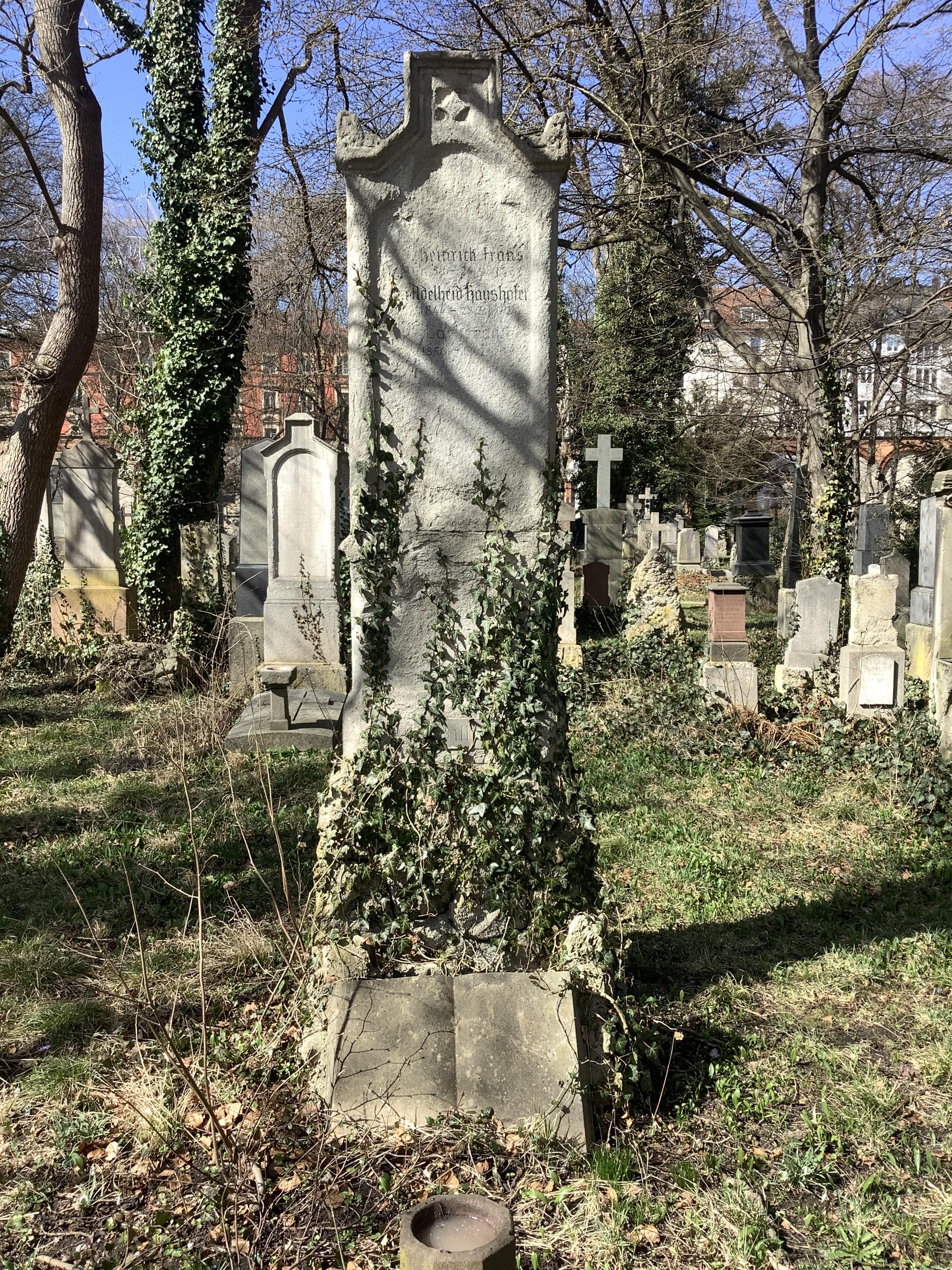
Grab von Carl Fraas auf dem Alten Südlichen Friedhof in München

Die Grabstätte von Carl Fraas befindet sich auf dem Alten Südlichen Friedhof in München (Gräberfeld 33 – Reihe 5 – Platz 5/6) Standort.

## Lebensleistung
An der Universität und an der Tierarzneischule in München vertrat Fraas das Fachgebiet Landwirtschaftslehre in der gesamten Breite. Er hielt Vorlesungen aus den Bereichen der Pflanzen- und Tierproduktion. Botanische Übungen zum Bestimmen einheimischer Pflanzen gehörten zu seinen Pflichtveranstaltungen. An der Universität hatte er auch einen Lehrauftrag für Volkswirtschaftslehre. Maßgebend für sein erfolgreiches Wirken in Bayern war jedoch sein enger Kontakt zur landwirtschaftlichen Praxis.
Bereits 1847 hatte Fraas das Amt des Generalsekretärs des Landwirtschaftlichen Vereins in Bayern übernommen. In dieser Funktion war er gleichzeitig federführender Herausgeber des weitverbreiteten Centralblattes dieses Vereins. Manche Neuerungen in der bayerischen Landwirtschaft basieren auf seinen Initiativen. Er reorganisierte die Richtlinien für die Vergabe von Krediten an Landwirte, warb für künstliche Fischzucht und förderte die Seidenproduktion. Außerdem war es seine Idee, in Weihenstephan eine selbständige staatliche Lehranstalt für Brauereiwesen zu begründen.
Als Experimentator betätigte sich Fraas vor allem auf dem Gebiet der Agrikulturchemie. 1855 hatte der Landwirtschaftliche Verein in Bayern mit Unterstützung von Justus von Liebig in München eine agrikulturchemische Versuchsstation eingerichtet. Fraas, mit der Leitung dieser Station betraut, unternahm mehrjährige Düngungsversuche mit dem Ziel, bessere Kenntnisse über die Nährstoffbewegung in Böden zu erhalten. Dabei verbesserte er die Untersuchungsmethoden und verwendet erstmals ein für Freilandversuche geeignetes Lysimeter.
Gemeinsam mit Justus von Liebig und anderen Aktieninhabern war Fraas 1857 an der Gründung der ersten großen bayerischen Kunstdüngerfabrik in Heufeld (heute: Süd-Chemie mit Sitz in München) beteiligt. Das fachliche Verhältnis zwischen Fraas und Liebig war jedoch von Anfang an sehr gespannt. Da die eigenen experimentellen Versuchsergebnisse über die Wirkung von Stickstoffdünger und auch Versuchsdaten anderer Agrikulturchemiker teilweise nicht mit der von Liebig vertretenen Düngertheorie übereinstimmten, setzte sich Fraas kritisch mit Liebigs Lehre auseinander. Es kam zu einem öffentlich geführten persönlichen Streit zwischen beiden Wissenschaftlern.
Im Zuge dieser teilweise emotional geführten Auseinandersetzung legte Fraas 1864 sein Amt als Generalsekretär des Landwirtschaftlichen Vereins in Bayern nieder und zog sich weitgehend aus der Öffentlichkeit zurück. Auf seinem Altersruhesitz, seinem Gut in Neufreimann bei München, schrieb er noch mehrere gewichtige Bücher. Seine Professur für Landwirtschaftslehre an der Staatswissenschaftlichen Fakultät der Universität München übte er jedoch bis zu seinem Tode im Jahre 1875 aus.
Außerordentliche Verdienste für die Wissenschaft und Praxis der Landwirtschaft erwarb sich Fraas als Fachautor. Durch eine Vielzahl von Büchern und Schriften wirkte er mit seinen Ideen weit über die Grenzen Bayerns hinaus. Zu seinen frühen Hauptwerken gehören die Bücher „Klima und Pflanzenwelt“ (1847), „Die Natur der Landwirthschaft“ (1857) und das „Buch der Natur für Landwirthe“ (1860). Besonders hervorzuheben ist sein mit Unterstützung des Landwirtschaftlichen Vereins in Bayern herausgegebenes und viermal neu aufgelegtes Buch „Die Schule des Landbaus“ (1851), das über zwei Jahrzehnte das maßgebende Unterrichtsbuch an bayerischen Landwirtschaftsschulen gewesen ist.
Drei Bücher widmete Fraas seiner neuen Lehre über die Bodenfruchtbarkeit, die er als „Kraftkultur“ bezeichnete. Kernpunkt dieser Lehre ist die Schaffung einer hohen Bodenfruchtbarkeit durch eine geregelte Nährstoffersatzwirtschaft und durch Zufuhr größtmöglicher Mengen an organischer Substanz aus der Pflanzen- und Tierproduktion. Die Titel dieser drei Spätwerke sind: „Bavaria rediviva! Ein Beitrag zur Lehre vom Völkeruntergang durch Bodenerschöpfung“(1865), „Die Ackerbaukrisen und ihre Heilmittel. Ein Beitrag zur Wirthschaftspolitik des Ackerbauschutzes“ (1866) und „Das Wurzelleben der Kulturpflanzen und die Ertragssteigerung“ (1870). Das letztgenannte Buch gilt auch als innovatives Werk für die Wurzelökologie. Fraas gruppiert hier erstmals Kulturpflanzen nach der Kraft (Aufschließungsvermögen für Nährstoffe) ihrer Wurzelsysteme.
Auf dem Gebiet der Wissenschaftsgeschichte ist Fraas mit zwei umfangreichen Werken hervorgetreten: einer gekrönten Preisschrift über die „Geschichte der Landwirthschaft in den letzten 100 Jahren“ (1852) und einer fast 700 Druckseiten starken „Geschichte der Landbau- und Forstwissenschaft“ (1865). Beide Werke, oftmals kritisiert und dennoch in ihrer Informationsfülle einmalig, gelten bis heute noch als gewichtige Dokumentationsquellen für die historische Forschung.
Seine enge Verbindung zum Bauerntum offenbart Fraas in zwei Bändchen unter dem Titel „Dorfgeschichten“. In heiterer Form versucht er hier mit Erzählungen die bäuerliche Jugend für den Beruf des Landwirts zu begeistern.

## Hauptwerke
- Synopsis plantarum florae classicae oder: Uebersichtliche Datstellung den in den klassischen Schriften der Griechen und Römer vorkommenden Pflanzen. Fleischmann, München 1845; 2. Ausgabe Calvary, Berlin 1870.
- Klima und Pflanzenwelt in der Zeit. Ein Beitrag zur Geschichte beider. Wölfle, Landshut 1847.
- Historisch-encyklopädischer Grundriß der Landwirthschaftslehre. Franckh, Stuttgart 1848.
- Die Schule des Landbaues oder leichtfaßlicher Unterricht in der Landwirthschaft für Ackerbauschulen, Dorfschulen und zum Selbstunterrichte. Literarisch-artistische Anstalt, Stuttgart 1851; 2. Aufl. 1852; 3. Aufl. 1858; 4. Aufl. 1862; 5. Aufl. 1871.
- Geschichte der Landwirthschaft oder geschichtliche Übersicht der Fortschritte landwirthschaftlicher Erkenntnisse in den letzten 100 Jahren. Gekrönte Preisschrift. Calve, Prag 1852.
- Bayern´s Rinderrassen, Schläge und Stämme. Der XVI. Versammlung deutscher Land- und Forstwirthe zu Nürnberg als Fest-Album gewidmet. Pössenbacher, München 1853.
- Die künstliche Fischerzeugung nach den Erfahrungen der künstlichen Fischzuchtanstalt des General-Comité des landwirtschaftlichen Vereins zu Bayern an der k. Central-Thierarzneischule zu München. Literarisch-artistische Anstalt München 1854; 2. Auflage ebenda 1854; 3. Auflage ebenda 1856.
- Die Natur der Landwirthschaft. Beitrag zu einer Theorie derselben. Literarisch-artistische Anstalt, München, 2 Bände, 1857. Bd. 1: Grundzüge des landwirthschaftlichen Pflanzenbaues nach den Ergebnissen der Naturforschung wissenschaftlich geordnet; Bd. 2: Grundzüge der landwirthschaftlichen Thierproduktion nach den Ergebnissen der Naturforschung wissenschaftlich geordnet.
- Buch der Natur für Landwirthe oder landwirthschaftliche Naturkunde. Literarisch-artistische Anstalt, München 1860.
- Bavaria rediviva! Ein Beitrag zur Lehre vom Völkeruntergang durch Bodenerschöpfung. München 1865.
- Geschichte der Landbau- und Forstwissenschaft. Seit dem sechzehnten Jahrhundert bis zur Gegenwart. Literarisch-artistische Anstalt, München 1865 (= Geschichte der Wissenschaften in Deutschland. Neuere Zeit. Band 3).
- Die Ackerbaukrisen und ihre Heilmittel. Ein Beitrag zur Wirthschaftspolitik des Ackerbauschutzes. Brockhaus, Leipzig 1866.
- Dorfgeschichten. Ein Lesebuch für landwirthschaftliche Fortbildungsschulen. Fleischmann, München 1869: Bd. II, ebenda 1870.
- Das Wurzelleben der Kulturpflanzen und die Ertragssteigerung. Paul Kormann, Leipzig 1870; 2. Auflage ebenda 1872.